# Will Jennings
Pour les articles homonymes, voir Jennings.
Wilbur H. Jennings, plus connu sous le nom de Will Jennings, est un auteur-compositeur-interprète et parolier américain né le 27 juin 1944 à Kilgore au Texas et mort le 6 septembre 2024 à Tyler (Texas). 
Parmi ses chansons les plus marquantes figurent My Heart Will Go On interprétée par Céline Dion (chanson thème du film Titanic de James Cameron), Tears in Heaven pour Eric Clapton, Higher Love composée et chantée par Steve Winwood ou encore Up Where We Belong interprétée par Joe Cocker et Jennifer Warnes (bande originale du film Officier et Gentleman).
Will Jennings a reçu de nombreuses récompenses dont trois Grammy Awards, deux Golden Globes et deux Oscar de la meilleure chanson originale.

## Biographie

### Études
Will Jennings termine ses études à la Chapel Hill Independent School District près de la ville texane de Tyler, avant d'entamer une carrière d'auteur-compositeur-interprète prolifique.

### Carrière
Il a coécrit ou écrit de nombreuses contributions à des bandes originales pour des artistes tels que Steve Winwood, B. B. King, Randy Crawford, Barry Manilow, Jimmy Buffett, Rodney Crowell, Roy Orbison, Joe Cocker, Eric Clapton, Whitney Houston, Linda Ronstadt, Aaron Neville, Céline Dion, Tim McGraw, Peter Wolf et Frankie Miller entre autres. 
Will Jennings a coécrit la majorité des chansons sur deux albums de Jimmy Buffett (Riddles in the Sand en 1984 et Last Mango in Paris en 1985). Riddles fut décrit comme un album country ; certaines chansons de Last Mango in Paris sont facilement et à juste titre reconnue comme de la pop des années '80 (la chanson Everybody's On the Run est un exemple). Le succès des deux albums fut mitigé, mais le single If the Phone Doesn't Ring, it's Me grimpa jusqu'à la 20e place du Top des meilleures ventes américaines.
Il a fait la traduction anglo-saxonne de la comédie musicale Notre-Dame de Paris, écrite par Luc Plamondon et composée par Richard Cocciante.

### Vie privée
Will Jennings s'est marié à Carole Elizabeth Thurman le 14 août 1965 à Tyler (Texas).

### Mort
Après plusieurs années de santé déclinante, Wilbur Jennings est décédé à son domicile de Tyler, au Texas, le 6 septembre 2024, à l'âge de 80 ans.

## Albums
- avec Steve Winwood : Arc of a Diver, Talking Back to the Night, Back in the High Life, Roll With It, Chronicles, Refugees Of The Heart
- avec Joe Sample pour B.B. King : Midnight Believer, Take It Home, There is Always One More Time
- avec Joe Sample, pour plusieurs artistes : The Crusaders Vocal Album
- avec Joe Sample, pour Randy Crawford : Now We May Begin
- avec Jimmy Buffett : Riddles in the Sand, The Last Mango In Paris
- avec Timothy B. Schmit et Bruce Gaitsch : Timothy B.
- avec Richard Kerr : Welcome To The Club
- avec Roy Orbison : King Of Hearts
- avec Peter Wolf : Fool's Parade, Sleepless, Midnight Souvenirs

## Chansons
- Steve Winwood : 
  - While You See A Chance
  - Still In The Game
  - Higher Love (classé n°1 dans les charts américains)
  - Back in the High Life Again
  - The Finer Things
  - Valerie
  - Roll With It (#1 US)
  - Don't You Know What the Night Can Do? (#6 US)
- Eric Clapton : 
  - Tears in Heaven (classée n°2 dans les charts américains)
- Dionne Warwick: 
  - I'll Never Love This Way Again
  - No Night So Long
- Randy Crawford/The Crusaders  : 
  - Street Life
  - One Day I'll Fly Away
- Barry Manilow : 
  - Somewhere in the Night
  - Looks Like We Made It (#1 US)
- Whitney Houston : 
  - Didn't We Almost Have It All (#1 US)
- Rodney Crowell: 
  - Many a Long and Lonesome Highway
  - What Kind Of Love
- Jimmy Buffett : 
  - Who's The Blonde Stranger?
  - If The Phone Doesn't Ring, It's Me
- Joe Cocker and Jennifer Warnes : 
  - Up Where We Belong (bande originale du film Officier et Gentleman (#1 US)
- Céline Dion : 
  - My Heart Will Go On (chanson thème du film Titanic  (#1 US)
- Tim McGraw : 
  - Please Remember Me
- Diana Ross :
  - If We Hold on Together

## Distinctions

### Récompenses
- Grammy Award (1982) — pour I'll Never Love This Way Again, partagé avec Richard Kerr.
- Oscar de la meilleure chanson originale et Golden Globe en 1983 partagé avec Jack Nitzsche et Buffy Sainte-Marie pour le hit Up Where We Belong interprété par Joe Cocker et Jennifer Warnes pour la bande originale du film An Officer and a Gentleman
- Bafta (British Academy of Film and Television Arts) Award en 1983 pour Up Where We Belong, partagé avec Jack Nitzsche et Buffy Sainte-Marie
- Up Where We Belong : chanson gagnante du Tokyo Festival.
- Golden Globe en 1991 pour les paroles des chansons Tears in Heaven, interprétée par Eric Clapton
- Golden Globe pour la chanson Dreams To Dream du film Rush
- Golden Globe pour la chanson-phare du film An American Tail: Fievel Goes West en 1991.
- Grammy Award en 1993 — pour Tears In Heaven, partagé avec Eric Clapton.
- Ivor Novello Award de la British Academy of Songwriters, Composers, and Authors pour Tears In Heaven
- Oscar de la meilleure chanson originale en 1998, un Grammy Award et un Golden Globe en 1997, pour les paroles de la chanson My Heart Will Go On pour le film Titanic de James Cameron.

### Nominations
- nommé pour l'Oscar de la meilleure chanson originale en 1980 pour la chanson People Alone de la bande originale du film The Competition.
- nommé pour un Grammy Award en 1987 pour la chanson Higher Love.

### Reconnaissance
Will Jennings est également reconnu pour avoir écrit les paroles de Leave a Little Love sur une musique de Udo Jürgens. La chanson eut une énorme succès lors du Yamaha World Popular Song Festival de 1981 à Tokyo.